# Rolf Almström
Rolf Arne Almström, född den 27 augusti 1961 i Stockholm, uppvuxen i Göteborg, är en svensk roman- och novellförfattare. 
En recensent, författaren Åke Leijonhufvud (Sydsvenskan 20 nov. 2009), karaktäriserade Almströms roman Svart arbete med orden "humor, kärlek och förtvivlan". 

## Priser och utmärkelser
- 2015 – Samfundet De Nios Julpris
- 1991 – Katapultpriset för Sånt man säger